# Kürschner Izidor
Kürschner Izidor, Kürschner-Szűcs, (Budapest, 1885. június 29. – Rio de Janeiro, 1941. december 8.) válogatott labdarúgó, hátvéd, edző. Teljes neve Kürschner Izidor Dori.
Játékosként az MTK-val nyert két bajnokságot. Edzőként az 1. FC Nürnberg csapatával lett bajnok. Legnagyobb sikerét a svájci válogatott edzőjeként érte el 1924-ben az olimpia ezüstérem megszerzésével. A Grasshopper edzőjeként három bajnokságot és négy kupagyőzelmet szerzett. Ezzel a klub történetének második legsikeresebb edzője. Az 1930-as évek végén Brazíliában tevékenykedett.

## Játékos pályafutása

### Klubcsapatban
1904-1913 között volt az MTK játékosa, tagja volt 1904-es és 1907/1908-as bajnokcsapatnak. 

### A válogatottban
1907 és 1911 között 5 alkalommal szerepelt a válogatottban.

## Edzői pályafutása

### Németországban
Edzői pályafutását az MTK-nál kezdte 1918-ban, de már a következő évben a német Stuttgarter Kickers edzője volt. 1921-ben a csapattal megnyerte a württembergi bajnokságot, amellyel kvalifikálták magukat a dél-német bajnokság küzdelmeibe. Miután a Stuttgarter Kickerstől kirúgták a címvédő német bajnok 1. FC Nürnberg edzője lett a bajnoki rájátszásban és a csapattal ismét bajnokságot nyert. A döntő mérkőzésen 5-0-ra verték a berlini Vorvarts 90 csapatát.
Ezt követően a Bayern München szerződtette a következő idényre, de a dél-német bajnokságban csak a második helyet szerezték meg a helyi rivális FC Wacker München mögött, így nem jutottak be a bajnoki rájátszásba, amelyben a szabaddá vált Kürschner ismét a Nürnberg edzőjeként vett részt. A döntőig vezette ismét a csapatot, amely így sorozatban harmadik fináléjára készült. Az ellenfél az egyre erősebb játékerőt képviselő Hamburger SV volt. Két gigászi mérkőzésen, több mint 5 órai játék után nem volt győztese a párharcnak, amelyet a német sportsajtóban véget nem érő döntőnek (Ewigkeitsfinale) neveztek el. Ebben az idényben nem volt bajnoka a küzdelem sorozatnak.
A következő szezonban az Eintracht Frankfurt főállású edzője lett. Az észak-majnai bajnokság első csoportjában, egy vereséggel győztes lett a csapat, de a következő fordulóban alul maradt a Germania 94 Frankfurt együttesével szemben.

### Svájcban
Ezt követően Kürschner 12 éven át Svájcban dolgozott. Az első szerződése, az 1923–24-es idényben, az FC Nordstern Basel csapatához kötötte, ahol ő volt az első főfoglalkoztatású edző.
1924-ben Kürschner csatlakozott a párizsi, az 1924. évi nyári olimpiai játékokra  készülő svájci labdarúgó-válogatott felkészítéséhez. A szövetségi kapitány Teddy Duckworth volt, a másik edző, az MTK-nál és Ausztriában is jelentős munkát végző Jimmy Hogan. Duckworth irányításával a válogatott a döntőig jutott, de ott kikapott 3–0-ra az uruguayi válogatottól.
Az olimpia után Kürschner rövid időig a német Schwarz-Weiss Essen edzője volt.
1925 és 1934 között a Grasshopper vezetőedzője volt. Három bajnoki címet nyert a csapattal, 1927-ben, 1928-ban és 1931-ben, továbbá négy alkalommal a svájci kupát is elhódította a zürichi csapat az irányításával. Ezzel az eredménnyel a második legsikeresebb edző a klub történetében. Távozása után Karl Rappan folytatta munkáját, újabb sikerekkel egészen 1948-ig.

### Brazíliában

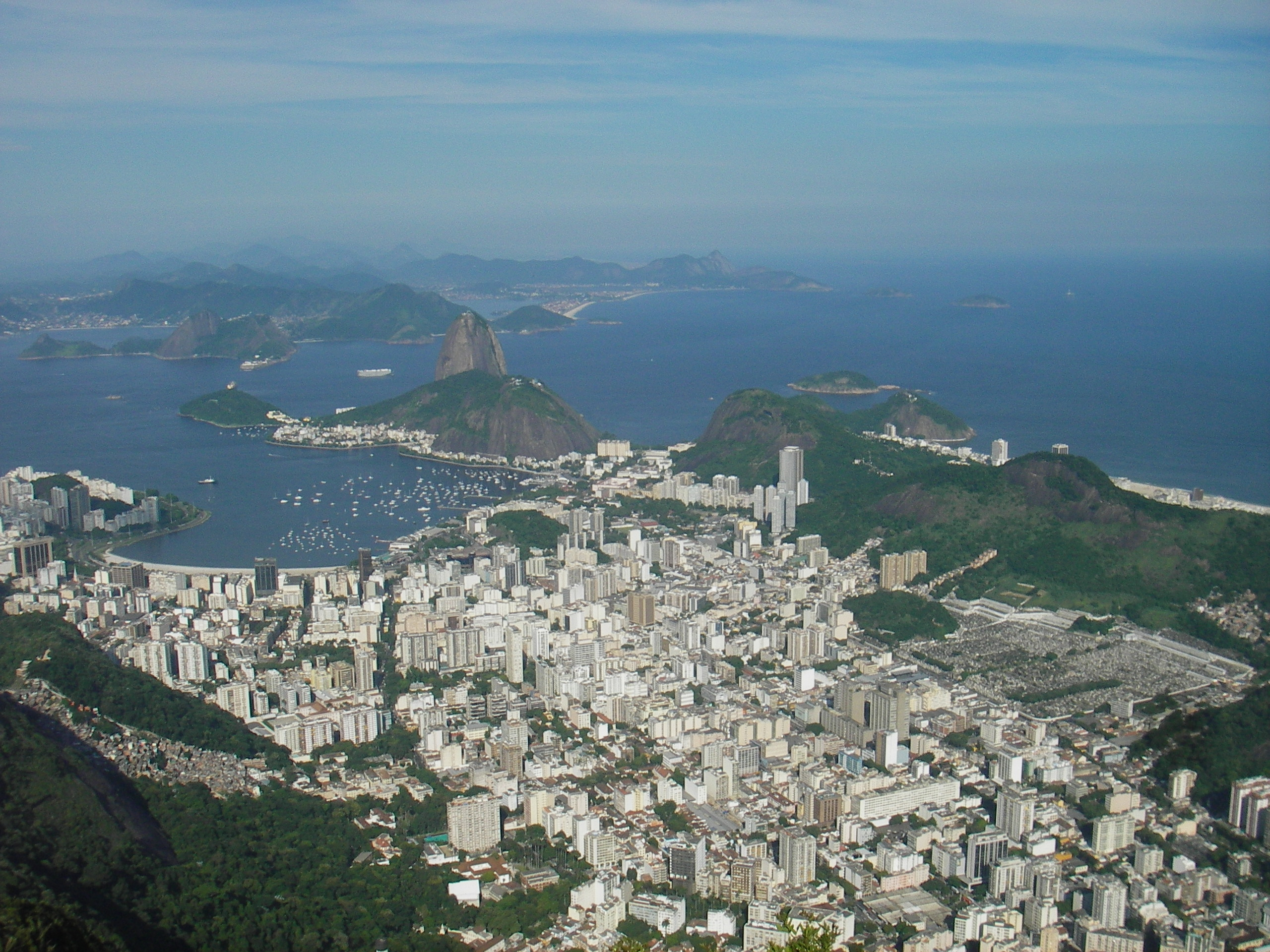
Botafogo Rio
de Janeiro-ban. Flamengo baloldalt, az öböl végénél

Kürschner 1937 márciusában érkezett Rio de Janeiróba, ahol a Flamengo edzője lett, amelyben a legendás csatár, Leonidas da Silva játszott. Segédedzője a korábbi edző, Flávio Costa lett, aki 1934 szeptembere és 1937 januárja között játékos-edzőként irányította a csapatot. Kürschner új edzés módszerek és a játék során a WM formáció meghonosításával próbálkozott a Flamengo-nál.
1938. szeptember 4-én tartották a klub új stadionjának az avatómérkőzését a Vasco de Gama csapata ellen, ahol a Flamengo 2–0-ra veszített. Ez a vereség Kürschner azonnali elbocsátáshoz vezetett.
Kürschner 1939 és 1940 között a Botafogo csapatához kötötte szerződés. Ezt követően semmilyen hír sincs róla.
Kürschner volt az első három edzők egyike, aki Brazíliában európaiként sikeres munkát végzett. A másik két edző is magyar volt: Mándi Gyula, aki az América FC csapatánál és Guttmann Béla, aki a Sao Paolo FC edzőjeként volt sikeres az 1950-es években. Mindhárman egykori MTK játékosok voltak.

## Sikerei, díjai

### Játékosként
- Magyar bajnokság
  - bajnok: 1904, 1907–08
  - 2.: 1910–11, 1911–12
  - 3.: 1905, 1906–07
- Magyar kupa
  - győztes: 1910

### Edzőként
1. FC Nürnberg
- Német bajnokság
  - bajnok: 1921

Svájci labdarúgó-válogatott
- Olimpiai játékok
  - ezüstérem: 1924, Párizs

Grasshopper
- Svájci bajnokság
  - bajnok: 1927, 1928, 1931
- Svájci kupa
  - győztes: 1925/1926-, 1926/1927-, 1931/1932-, 1933/1934
  - ezüstérmes: 1927/1928-, 1930/1931-, 1932/1933

## Statisztika

### Mérkőzései a válogatottban
| Magyarország | Magyarország      | Magyarország               | Magyarország  | Magyarország | Magyarország | Magyarország | Magyarország | Magyarország |
| #            | Dátum             | Helyszín                   | Hazai         | Eredmény     | Vendég       | Kiírás       | Gólok        | Esemény      |
| ------------ | ----------------- | -------------------------- | ------------- | ------------ | ------------ | ------------ | ------------ | ------------ |
| 1.           | 1907. október 6.  | Prága, Slavia-stadion      | Csehország    | 5 – 3        | Magyarország | barátságos   | -            |              |
| 2.           | 1907. november 3. | Budapest, Millenáris-pálya | Magyarország  | 4 – 1        | Ausztria     | barátságos   | -            |              |
| 3.           | 1911. január 1.   | Párizs, Stade du CAP       | Franciaország | 0 – 3        | Magyarország | barátságos   | -            |              |
| 4.           | 1911. január 8.   | Zürich                     | Svájc         | 2 – 0        | Magyarország | barátságos   | -            |              |
| 5.           | 1911. május 7.    | Bécs, Hohe Warte           | Ausztria      | 3 – 1        | Magyarország | barátságos   | -            |              |
|              | Összesen          |                            |               | 5            | mérkőzés     |              | 0            | gól          |

## Külső hivatkozások
- flaestatistica.com - o mueso virtual do C.R. Flamengo (portugál nyelven). (Hozzáférés: 2010. január 21.)
- Kürschner Izidor az eintracht-archiv.de oldalon (német nyelven). (Hozzáférés: 2010. január 21.)
- Kürschner Izidor. eu-football.info. (Hozzáférés: 2013. március 23.)
- Kürschner Izidor. rsssf.co. (Hozzáférés: 2013. március 23.)
- rsssf.com